# Juri Walentinowitsch Sergejew
Juri Walentinowitsch Sergejew (russisch Юрий Валентинович Сергеев, wiss. Transliteration Jurij Valentinovič Sergeev; * 16. Juli 1925 in Moskau; † 29. Juli 2024) war ein sowjetischer Eisschnellläufer.
Sergejew, der für Dynamo Moskau startete, begann nach seinem Militärdienst im Zweiten Weltkrieg mit dem Eisschnelllauf und lief im Januar 1952 in Medeo mit einer Zeit von 41,7 Sekunden einen neuen Weltrekord über 500 Meter. Diesen Rekord verbesserte er dreimal, zuletzt im Januar 1955 mit einer Zeit von 40,8 Sekunden und hielt diesen bis zum Januar 1956. Bei den Olympischen Winterspielen im selben Monat in Cortina d’Ampezzo wurde er Vierter über 500 Meter. Danach beendete er seine Karriere und arbeitete in Moskau als Trainer.
Sergejew starb am 29. Juli 2024 im Alter von 99 Jahren.

## Persönliche Bestzeiten
| Disziplin | Zeit         | Datum             | Ort           |
| --------- | ------------ | ----------------- | ------------- |
| 500 m     | 40,40 s      | 22. Januar 1956   | Misurinasee   |
| 1000 m    | 1:24,00 min  | 12. Januar 1955   | Almaty        |
| 1500 m    | 2:14,40 min  | 20. Januar 1952   | Almaty        |
| 3000 m    | 5:01,80 min  | 16. Dezember 1951 | Jekaterinburg |
| 5000 m    | 8:37,90 min  | 6. März 1951      | Jekaterinburg |
| 10.000 m  | 18:12,70 min | 7. März 1951      | Jekaterinburg |